# Бабаян, Борис Арташесович
Бори́с Арташе́сович Бабая́н (род. 20 декабря 1933, Баку) — советский и российский учёный, доктор технических наук, профессор, разработчик вычислительной техники, член-корреспондент АН СССР (1984; с 1991 года — Российской академии наук). Автор трудов по архитектурным принципам построения вычислительных комплексов, компьютерного программного обеспечения. Специалист в области создания быстродействующих ЭВМ и вычислительных комплексов, сыгравших важную роль в развитии информационных технологий и обеспечении безопасности страны. Внёс значительный вклад в развитие отечественной вычислительной техники.
Лауреат Государственной (1974) и Ленинской (1987) премий. Первый европейский учёный, удостоенный звания Intel Fellow.

## Биография
Родился в армянской семье.
В 1951 г. Борис поступил в Московский физико-технический институт, которой окончил в 1957 году. Первая студенческая работа (1954—1956) — разработка метода быстрого выполнения основных арифметических операций в ЭВМ.

### Научная деятельность
С 1956 по 1996 год Бабаян работал в Институте точной механики и вычислительной техники им. С. А. Лебедева, где со временем стал начальником отдела аппаратного и программного обеспечения. Возглавлял подразделение аппаратного и программного обеспечения.
В 1964 году получил степень кандидата технических наук, семь лет спустя стал доктором технических наук.
Работа над серией компьютеров «Эльбрус»
Борис Бабаян и его команда построили свои первые компьютеры в 1950-х годах. В 1970-е годы работал над первым суперскалярным компьютером Эльбрус-1 и языком программирования Эль-76. Используя эти компьютеры в 1978 году, за десять лет до того, как коммерческое применение появилось на Западе, СССР разработал свои ракетные системы, а также свои ядерные и космические программы.
Многопроцессорный вычислительный комплекс (МВК) Эльбрус-1 был первой в отечественной индустрии серийной машиной с суперскалярной архитектурой и обеспечивал высокую эффективность параллельной обработки за счет многопроцессорности, поддержанной в аппаратуре и в операционной системе. Бабаян сформулировал и обосновал научную концепцию высокопараллельной микропроцессорной архитектуры «Эльбрус», обеспечивающей рекордную логическую скорость микропроцессора при заданном объеме оборудования.
Также участвовал в разработке, создании и внедрении нескольких поколений советских вычислительных машин: М-40, 5Э92б, Эльбрус-2 и Эльбрус-3, руководил разработкой архитектуры и логическим проектированием. Группа под руководством Б. А. Бабаяна разработала компьютер Эльбрус-3 с использованием архитектуры, названной Explicitly Parallel Instruction Computing (EPIC). В эти вычислительные комплексы им были заложены такие архитектурные черты, как быстродействующая арифметика, обеспечение надежности вычислительной системы на базе встроенного аппаратного контроля, обеспечение надежности и безопасности вычислений на базе аппаратных тегов и контекстной защиты, реализация параллельных вычислений в аппаратуре и их поддержка в компиляторах и операционной системе.
.
С 1992 по 2004 год Бабаян занимал руководящие должности в Московском центре технологий SPARC (MCST) и Elbrus International. В этих ролях он руководил разработкой проектов Elbrus 2000 (однокристальная реализация Elbrus-3) и Elbrus90micro (компьютер SPARC на основе отечественного микропроцессора).
Прочая научная деятельность
В 1984 году был избран членом-корреспондентом АН СССР.
В 1996 году Основал базовую кафедру «Вычислительные технологии» на ФРТК МФТИ в 1996 году. Впоследствии эта кафедра была преобразована в кафедру микропроцессорных технологий с базой в АО «Интел А/О».
С 2004 г. вместе с частью коллектива, разрабатывавшего проект Эльбрус, перешёл в структуру корпорации Intel. Бабаян стал первым европейским учёным, удостоенным титула Intel Fellow (заслуженный инженер-исследователь Intel).
Работал в Intel до 2021 года, занимал должности директора по архитектуре подразделения Software and Solutions Group, а также научного советника научно-исследовательского центра Intel в Москве. Основным направлением его деятельности в компании было развитие и совершенствование компьютерных архитектур и системного программного обеспечения, разработка инновационных технологий. Руководил проектом, который включал в себя работы в области архитектуры вычислительных машин и системного программного обеспечения, технологии двоичной компиляции и технологии защищённых вычислений, направленные на совершенствование существующей архитектуры, повышение надёжности и устойчивости компьютерных систем к воздействию вирусов.
С 1996 по 2006 гг. занимался педагогической деятельностью, возглавлял кафедры в Московском физико-техническом институте и Московском институте электроники и математики, подготовил большое число докторов и кандидатов наук по вычислительной технике.
В 2007 году на базе микропроцессора «Эльбрус» в качестве главного конструктора участвовал в создании вычислительного комплекса «Эльбрус-3М1». Под его техническим руководством были разработаны основополагающие принципы построения аппаратуры и оптимизирующего компилятора, им лично были предложены технические решения, направленные на повышение эффективности их взаимодействия..
Автор свыше 100 патентов, инноваций и публикаций в области архитектуры процессоров и компьютеров.

## Оценки деятельности
Я знаю Бориса Арташесовича с тех пор, когда он ещё студентом МФТИ пришел ко мне в лабораторию. Его первая работа — отладка М-40 на полигоне, он показал себя как хороший отладчик. Затем участвовал в разработке 5Э92б. Но тут проявилось его неумение доводить работу до конца. Ему поручили тесты для 5Э92б — он их не закончил. […] Примеров начатых Б. А. Бабаяном и не доведённых до практического выхода работ можно указать много. К ним относится «Единый ряд МВК Эльбруса» — затрачено много миллиардов народных денег — выхода никакого, проект мертворожденный и не имеющий смысла. Микропроцессор «Эльбрус-90» не доведён — виноват, по мнению Б. А. Бабаяна, Зеленоград. Микропроцессор по заказу фирмы Sun заказчиком не принят, больше заказов по аппаратным средствам эта компания не даёт. Перечень можно продолжать. — Академик РАН Всеволод Сергеевич Бурцев

Вообще в прессе, видимо с подачи Бабаяна, распространяется так много неправды, что доходит до абсурда. Например, в интервью вашему журналу сказано, что первое изобретение Б. А. Бабаян сделал еще на студенческой скамье, «предложив идею ускорения арифметических операций за счет хранения промежуточных результатов переноса». Но об этом в своих лекциях студентам МФТИ (Б. А. Бабаяну в том числе) читал С. А. Лебедев. Ещё в 1951 году данные вопросы рассмотрел в своей монографии Робертсон из Иллинойского университета.
— Академик РАН Всеволод Сергеевич Бурцев

## Семья
- Отец — Арташес Арутюнович Бабаян, родом из Тбилиси, отучился на инженера и по распределению попал в Баку.
- Мать — Маргарита Александровна Бабаян, руководила детским дошкольным учреждением.
- Супруга — Алла Петровна Бабаян.
- Внук — Георгий Бабаян, программист, предприниматель[11][12].

## Премии и награды
- 1972 г. — Орден Трудового Красного Знамени
- 1974 г. — Государственная премия СССР за разработку и внедрение комплексного оборудования для САПР, производство и управление комплексной электроникой
- 1982 г. — Орден Октябрьской революции
- 1987 г. — Ленинская премия за разработку и внедрение микропроцессорной вычислительной системы «Эльбрус-2»
- 2002 г. — Орден Почета
- 2004 г. — звание Intel Fellow[1][13].